# Flughafen Ugolny

i7
i11
i13
Der Flughafen Ugolny (russisch Аэропорт Угольный, IATA-Code: DYR, ICAO-Code: UHMA) ist ein Verkehrsflughafen in Russland. Er befindet sich ca. 15 km östlich der Stadt Anadyr, Hauptstadt des Autonomen Kreises der Tschuktschen, unweit der Siedlung Ugolnyje Kopi.

## Militärische Nutzung
Der Flughafen entstand in den 1950er-Jahren als Bomberbasis aufgrund der strategischen Lage nur unweit der Vereinigten Staaten. Der Flughafen erfuhr aber schon während des Kalten Krieges eine zivile Mitnutzung. Zuletzt war hier das 171. Kampffliegerregiment mit Abfangjägern Su-15TM stationiert. Nach 1992 wurden die militärischen Verbände abgezogen, der Flughafen ist aber weiterhin für eine militärische Nutzung vorgesehen. So wurden hier im Juni 2025 drei Tupolew Tu-160-Bomber vor weiteren Angriffen versteckt, nachdem die Ukraine im Rahmen der militärischen Operation Spinnennetz erfolgreich die Militärflugplätze Belaja und Engels-2 attackiert hatte.

## Zivile Nutzung
Linienflüge bestehen derzeit aus Moskau-Wnukowo (mit UTair) sowie Chabarowsk und Magadan (mit Yakutia Airlines). Daneben ist der Flughafen Drehkreuz der örtlichen Fluggesellschaft Chukotavia mit einer großen Anzahl an Inlandsflügen innerhalb des Autonomen Kreises.